# Hohe Munde
Hohe Munde este un munte cu o altitudine de 2.662 m, el fiind cel mai înalt din lanțul muntos Mieminger Gebirge, Tirol, Austria. El are două piscuri „Westgipfel” „Vârful vestic” cu  2.662 m și Ostgipfel, „Vârful estic” cu altitudinea de 2.592 m deasupra n.m.

## Date geografice
Hohe Munde se află amplasat la nord de localitatea Telfs din Valea Innului. La est se află platoul pe care se găsesc localitățile Seefeld in Tirol și Leutasch. In nord Hohe Munde este limitat de Valea Gais care-l separă de munții Wetterstein, spre vest se întinde mai departe lanțul muntos Mieminger Gebirge cu înălțimile Niedere Munde-Sattel (2.059 m),  Karkopf (2469 m) și Hochwand (2719 m).